# Église Saint-Étienne de Baziège
L’église Saint-Étienne de Baziège, située à Baziège (Haute-Garonne, France), fut bâtie une première fois au XIVe siècle, puis rebâtie à la suite de sa destruction en 1540.

Le clocher de l'église est inscrit au titre des monuments historiques en 1950.

## Histoire
La version actuelle de l’église date de l’époque du pastel, auparavant plusieurs fois incendiée, par les Routiers et le Prince noir. Son clocher de type “mur fortifié” a été percé de deux entrées à la fin du XIXe siècle lors de l’aménagement de la place Jeanne d’Arc qui a remplacé les Cantousès, un pâté de masures insalubres.

## Architecture et intérieur
L’église abrite trois statues (un Christ en croix, la Vierge Marie et saint Jean) classées “Monuments historiques” se trouvant derrière l'autel, évoquant le calvaire, ainsi que deux tableaux de Jean-Baptiste Despax qui évoque l’adoration des bergers. On y trouve aussi des vitraux, dont deux réalisés en 1851.
Dans l’église se trouve un portrait gothique qui était avant 1895 le portail d’accès au porche, depuis l’ancienne rue de l’église devenue aujourd’hui une petite impasse. La “saint pierre” est une borne milliaire romaine provenant de l’ancienne église Saint-Martin des champs. La tradition rapporte qu’un jeune homme y subit le martyr.

## Musique et instruments

### L’orgue
L’église de Baziège abrite un orgue situé en tribune, datant de 1840. Modifié à plusieurs reprises par la suite, notamment par le facteur Frédéric Jungk en 1850, puis reconstruit dans sa quasi-intégralité par Théodore Puget en 1898. En 1994, il est de nouveau reconstruit par la Maison Pesce. Il se compose de 17 jeux répartis sur deux claviers et un pédalier.

L'organiste titulaire de l'église de Baziège est Emanuel Zozor.
| I Grand-Orgue |     |
| Montre        | 8′  |
| Bourdon       | 8′  |
| Bourdon       | 16’ |
| Prestant      | 4′  |
| Doublette     | 2′  |
| Plein Jeu     | V′  |
| Trompette     | 8′  |

| II Récit expressif |       |
| Bourdon            | 8′    |
| Gambe              | 8′    |
| Voix Céleste       | 8′    |
| Flûte              | 4′    |
| Flûte à cheminée   | 8’    |
| Hautbois et Basson | 8′    |
| Nazard             | 2 2/3 |
| Quarte             | 2     |
| Tierce             | 1 3/5 |
| Voix humaine       | 8'    |

| Pédale  |     |
| Flûte   | 8′  |
| Bourdon | 16' |

### Le carillon
Le carillon de l’église est l’un des plus importants de la région Midi-Pyrénées après celui de Pamiers. Il a été restauré et inauguré pour le passage du millénaire, le 31 décembre 2000. Il se compose de 26 cloches couvrant deux octaves et demi. Un clavier piano chromatique complète une automatisation qui permet de mémoriser un grand nombre de mélodies différentes.